# 奐鑫控股
奐鑫控股有限公司，簡稱奐鑫控股（英語：Huan Hsin Holdings Limited，SGX：H16），在1980年由徐鴻鈞和徐鉦鑒創立，業務主要原件設備製造商 (OEMs)製造、加工及供應電訊產品、資訊科技的相關產品、個人電腦外殼、塑膠模具和射出件、電線和電纜產品。
該股份在1997年6月11日於新加坡交易所主板上市，總部位於台北市忠孝東路5段815號6樓。地區包括台灣、美國、新加坡、中國等地區。

## 轉投資
2011~2013在中國大陸
營運項目包括炸雞排、牛肉麵、奶茶飲料、水果果汁。
Krispy Kreme品牌甜甜圈
2013年3月，獲得美國北卡羅萊納州Krispy Kreme總部的授權，簽定在台灣的5年代理加盟的合約，第1家旗艦店將在11月底開幕，Krispy Kreme甚至邀請奐鑫一起去中國投資。

## 連結
- HuanHsin.com